# Gare de Kobe-Sannomiya
La gare de Kobe-Sannomiya (神戸三宮駅, Kobe-Sannomiya-eki), ou simplement gare de Sannomiya (三宮駅, Sannomiya-eki), est un ensemble de gares ferroviaires et d'une station de métro situé dans l’arrondissement de Chūō à Kobe au Japon.
La gare est constituée de : 
- la gare Kobe-Sannomiya, gérée par la compagnie Hankyu,
- la gare Kobe-Sannomiya, gérée par la compagnie Hanshin,
- la station de métro Sannomiya du métro municipal de Kobe,
- le terminus Sannomiya du Port Liner.

La gare de Sannomiya de la JR West fait également partie de cet ensemble.

## Situation ferroviaire
La gare est située au point kilométrique (PK) 31,3 de la ligne principale Hanshin et au PK 1,3 de la ligne Seishin-Yamate.
Elle marque la fin de la ligne Hankyu Kobe et le début de la ligne Hankyu Kobe Kosoku (les deux lignes sont interconnectées), ainsi que de la ligne Port Island.

## Histoire
La gare Hanshin ouvre le 12 avril 1905 comme terminus d'un tramway entre Osaka et Kobe
La gare Hankyu ouvre le 1er avril 1936.
Le terminus du Port Liner est inauguré le 18 juin 1985 et la station de métro ouvre le 18 juin 1985.

## Service des voyageurs

### Hanshin

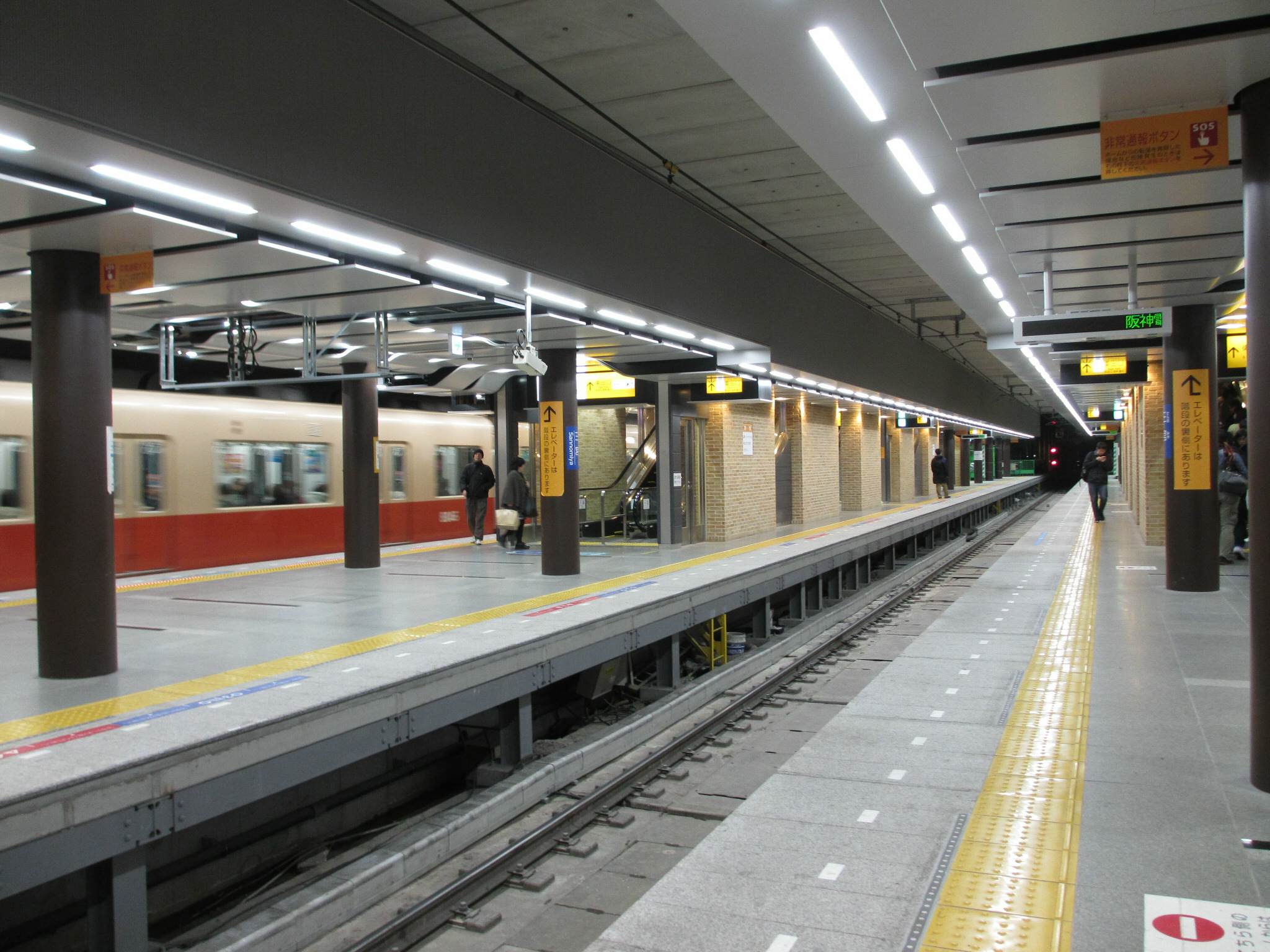
Quais de la gare Hanshin.

La gare Hanshin est située en souterrain. Elle dispose de 3 voies, dont une en terminus.
- Ligne principale Hanshin :
  - voies 1 et 2 : direction Amagasaki, Osaka-Umeda, Namba et Kintetsu-Nara
  - voie 3 : direction Motomachi, Kōsoku Kōbe, Sanyo Akashi et Sanyo Himeji

### Hankyu

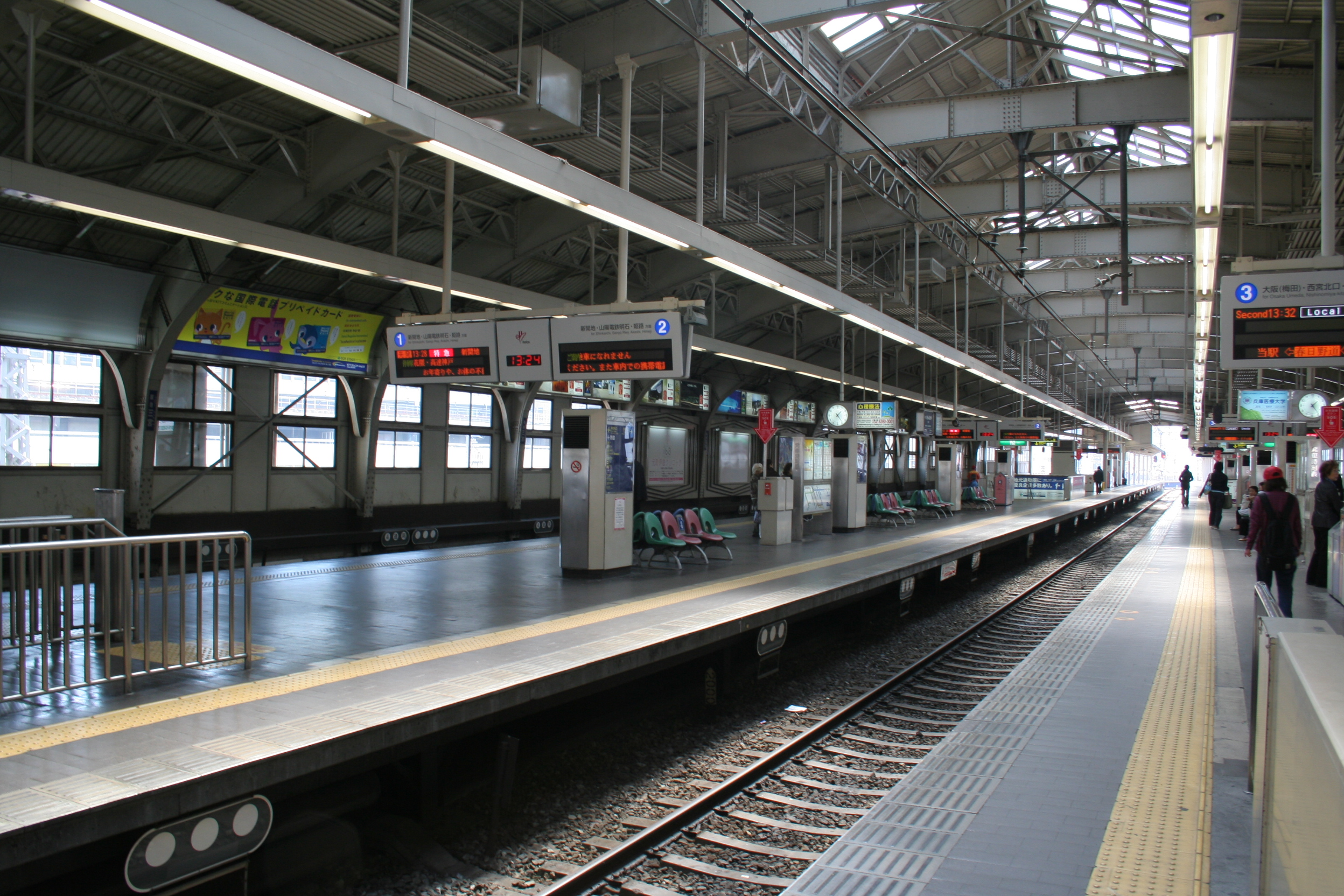
Quais de la gare Hankyu.

La gare Hankyu est surélevée. Elle dispose de 3 voies.
- Ligne Hankyu Kobe Kosoku :
  - voies 1 et 2 : direction Shinkaichi
- Ligne Hankyu Kobe :
  - voies 3 et 4 : direction Jūsō et Osaka-Umeda

### Métro municipal de Kobe

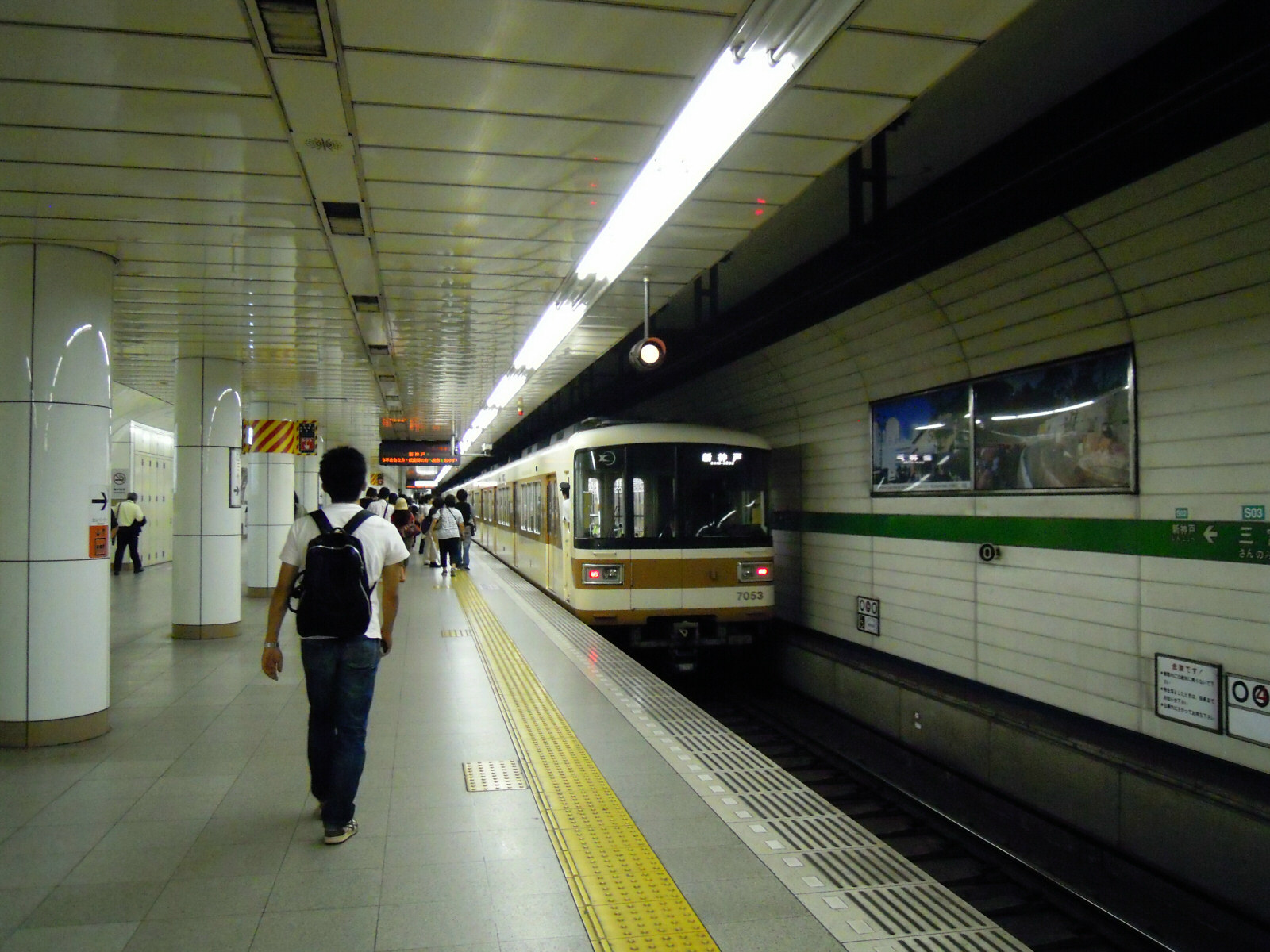
Station du métro de Kobe.

La station dispose de 2 voies souterraines situées l'une au dessus de l'autre.
- Ligne Seishin-Yamate :
  - voie 1 : direction Shin-Kōbe et Tanigami
  - voie 2 : direction Shin-Nagata et Seishin-chūō

### Port Liner

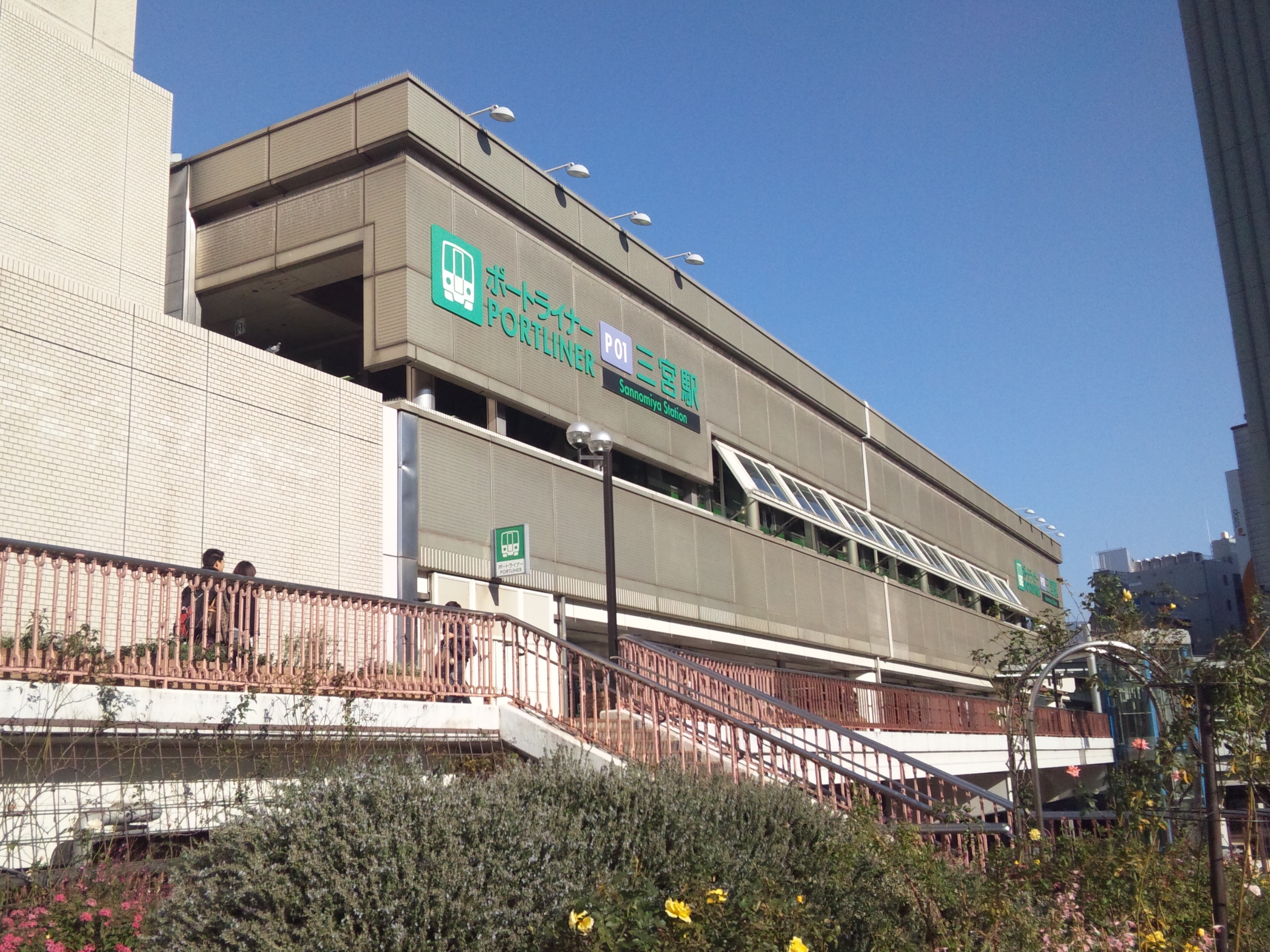
Terminus du Port Liner.

Le terminus du Port Liner dispose deux voies surélevées.
- Ligne Port Island :
  - voies 1 et 2 : direction Aéroport de Kobe et Kita Futō